# Subdivisões de Chipre
O Chipre encontra-se dividido em seis distritos (Grego: επαρχίες — eparchies). As capitais possuem os mesmos nomes. Os distritos são:
| Distrito  | Grego                    | Turco            |
| --------- | ------------------------ | ---------------- |
| Famagusta | Αμμόχωστος (Ammochostos) | Gazimağusa       |
| Cirênia   | Κερύvεια (Keryneia)      | Girne            |
| Lárnaca   | Λάρνακα (Larnaka)        | Larnaka          |
| Limassol  | Λεμεσός (Lemesos)        | Limasol/Leymosun |
| Nicósia   | Λευκωσία (Lefkosia)      | Lefkoşa          |
| Pafos     | Πάφος (Pafos)            | Baf              |

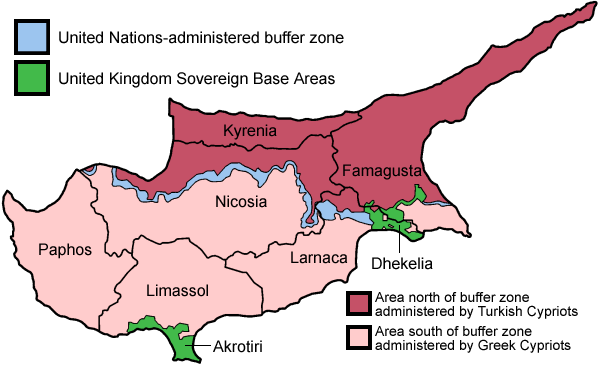
As divisões do Chipre.

Os distritos são divididos em municípios:

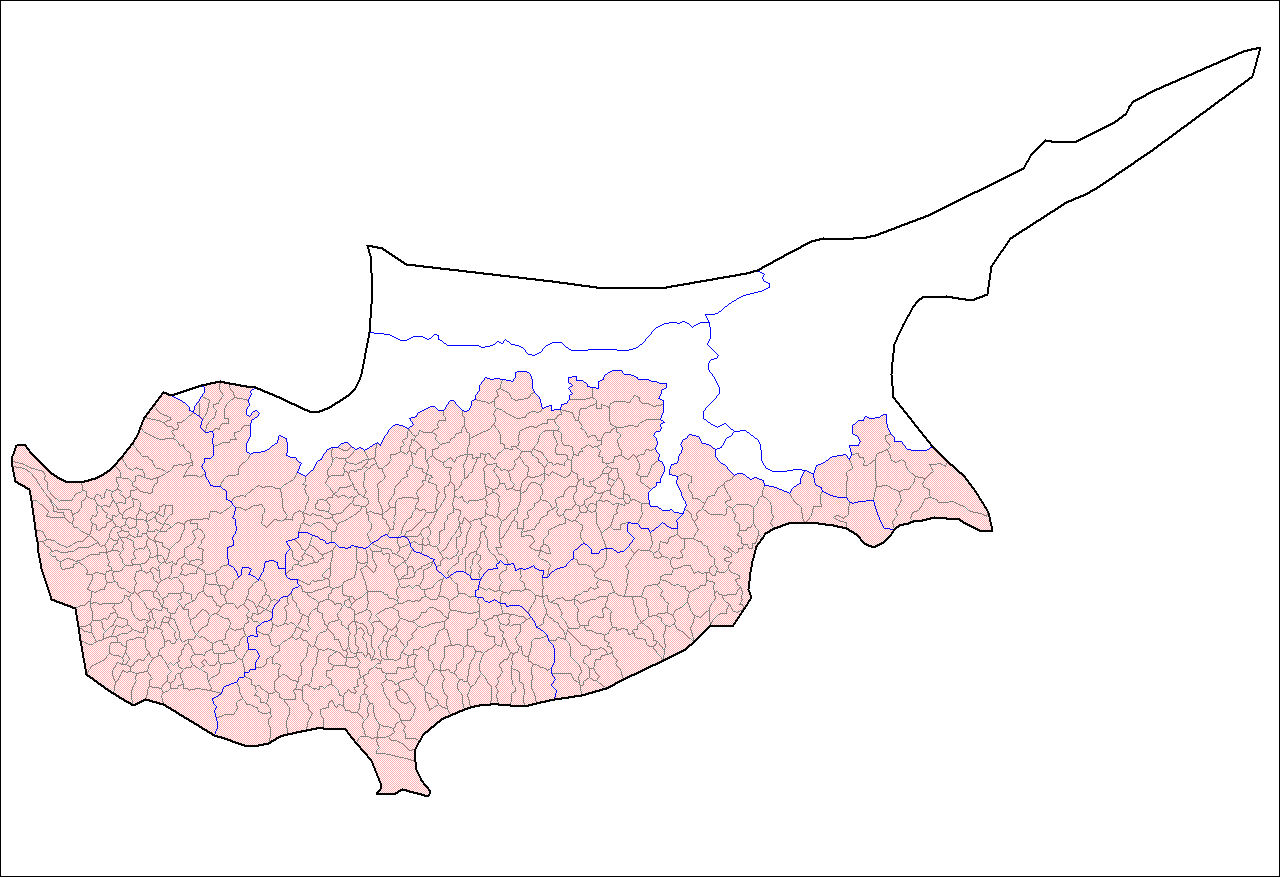
Municípios de greco-cipriota área controlada.